# Calidota divina
Calidota divina là một loài bướm đêm thuộc phân họ Arctiinae, họ Erebidae.